# Diplodocus hallorum
A Diplodocus hallorum egy Sauropoda dinoszauruszfaj. Besorolását sok vita kísérte, eredetileg a Seismosaurus egyetlen fajaként írták le, Seismosaurus halli néven, amelyet Seismosaurus hallorumra változtattak, majd átsorolták a Diplodocus nembe.

## Leírása

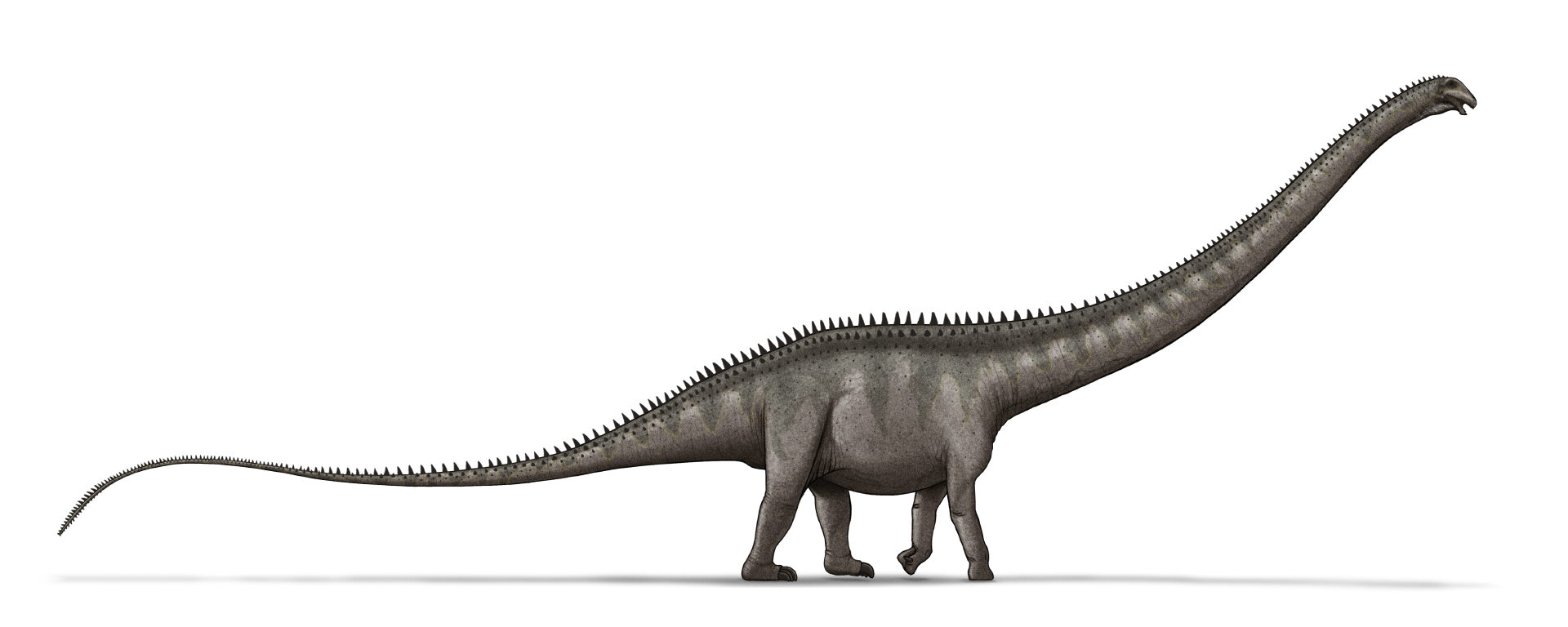
Supersaurus vivianae – a Diplodocus hallorum egyik lehetséges szinonimája

Testtömege körülbelül 21–38,8 tonna, hossza elérhette a 29–33,5 métert is. Csípőmagassága 4,6 méter. Egy-egy lábujján hosszú hegyes karom fejlődött ki, feltehetőleg védelem céljából. Ezt a védekezési módot minden bizonnyal a fiatal egyedek alkalmazták, amikor még nem rendelkeztek megfelelő testméretekkel a ragadozók elűzésére. Nyakát vízszintesen tartotta akár a Diplodocus longus. Ceruza alakú fogaival csak leharapta a növényi részeket, nem rágta meg. Az egészben lenyelt táplálékot gasztrolitok (gyomorkövek) őrölték meg. Legfőképpen tűlevelű növényeket fogyasztott. Eddig egyetlen példányát találták meg, de azokból arra lehet következtetni, hogy a Diplodocus hallorum hatalmas dinoszaurusz volt. Méretei ellenére ez a dinoszaurusz is könnyű testfelépítésű volt, teste aránylag rövid lábakra nehezedett, melyek közül az elülsők jóval rövidebbek voltak a hátsóknál. Nyaka hihetetlenül hosszú volt, vérnyomásának igen magasnak kellett lenni, hogy a vér az agyáig eljusson. Valószínűleg nyakát nem tudta túl magasra emelni, ezért az alacsonyabb növényeket fogyasztotta.

## Felfedezés
Először Gillette készített róla leírást, Seismosaurus halli néven amely egy hiányos fosszília alapján készült. Ez azonban hibás volt nyelvtanilag, ezért George Olshevsky később megpróbálta kijavítani a nevet Seismosaurus hallorumra. 2006-ban egy részletes írás kifejtette, hogy a Seismosaurus hallorum a Diplodocus longus szinonímiája. Egyes elméletek szerint a Diplodocus hallorum megegyezik a Supersaurusszal.

## Fordítás
Ez a szócikk részben vagy egészben  a   Seismosaurus című német Wikipédia-szócikk fordításán alapul.  Az eredeti cikk szerkesztőit annak laptörténete sorolja fel. Ez a jelzés csupán a megfogalmazás eredetét és a szerzői jogokat jelzi, nem szolgál a cikkben szereplő információk forrásmegjelöléseként.